# Heibonsha

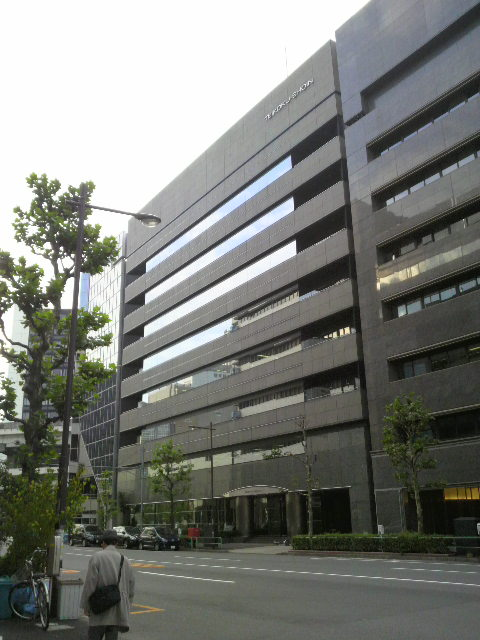
Heibonsha (einige Etagen)

Heibonsha (japanisch 平凡社) ist ein japanischer Verlag, der als Herausgeber von Enzyklopädien bekannt wurde. Sein Verlagsprogramm richtet sich – wie beim Iwanami-Verlag und beim Chikuma Shobō – mit gut bebilderten Publikationen an die akademische Leserschaft.

## Geschichte
Der Pädagoge Shimonaka Yasaburō (1878–1961) gründete 1914 den Verlag „Heibonsha“, um seine kleine Enzyklopädie „Ja, das ist praktisch“ (や，此は便利だ, Ya, korewa benri da) auf den Markt zu bringen. 1923 erfolgte die Umwandlung in eine Aktiengesellschaft. 1927 begann er mit der Veröffentlichung der 60 Bände umfassenden „Sammlung der zeitgenössischen populären Literatur“ (現代大衆文学全集, Gendai taishū bungaku senshū), was ein Beitrag war zu „1-Yen-Bücher“ (一円本), zu preisgünstigen Büchern im Kleinformat. Ab 1928 folgte die Veröffentlichung von 28 Bänden der „Enzyklopädie“ (大百科事典, Daihyakka jiten), die 1934 abgeschlossen wurde. Sowohl dem Namen als auch der Realität nach wurde der Verlag zum „Heibonsha der Enzyklopädie“. In den 1940er Jahren kam es zur Schließung des Verlags.
Der Neustart nach dem Zweiten Weltkrieg 1945 begann mit dem Nachdruck der „Enzyklopädie“ von 1934. Es folgten als Neuausgaben „Sozialenzyklopädie“  (社会科事典, Shakaika jinten), „Hauswirtschaft“ (家庭科事典, Kateika jitan), „Gesamtwerke der Weltkunst“ (世界美術全集. Sekai bijutsu zenshū), „Enzyklopädie der Weltgeschichte“ (世界歴史事典, Sekai rekishi jiten), „Enzyklopädie für Kinder“ (児童百科事典, Kodomo hyakkaten) usw. 1954 kündigte der Verlag zur Erinnerung an den 40. Jahrestag des Verlags die Veröffentlichung einer 32 Bände umfassenden „Weltenzyklopädie“ (世界大百科事典, Sekai hyakka jiten) an, die 1959 abgeschlossen wurde. 1961 folgte im Rahmen eines Enzyklopädie-Booms die Veröffentlichung der „Nationalen Enzyklopädie“ (国民百科事典, Kokumin hyakka jiten).
1963 brachte der Verlag Japans erstes monatlich erscheinendes Grafikmagazin „Taiyō“ (太陽) auf den Markt. Es kam zur Ausgabe des „Tōyō Bunko“ (東洋文庫) mit fernöstlicherer Literatur. 1971 war Beginn der Veröffentlichung der Reihe „Heibonsha Ausgewählte Bücher“ (平凡社選書, Heibonsha sensho), 1972 folgte die erste Ausgabe von „Sonderausgaben Taiyō“ (別冊 太陽m Bessho Teiyō), was als Vorläufer von Mook gesehen werden kann. 1979 begann die Veröffentlichung der 50 Bände umfassenden „Japanese Historical Place Names“ (日本歴史地名大系, Nihon rekishi chimei taikei). 1980 – Das „Japanese Map Research Institute“ (日本地図研究所, Nihon chizu kenkyūjo), eine interne Organisation, wird als „Heibonsha Map Publishing“ (平凡社地図出版, Heibonsha chizu shuppan) ausgegliedert.
1984 veröffentlichte der Verlag eine 16-bändige „Enzyklopädie“ (大百科事典). 1987 begann die Veröffentlichung des 7 Bände umfassenden „World Great Museum Picture Book“ (世界大博物図鑑, Sekai dai–hakubutsu zukan). 1988 konnte die Veröffentlichung aller 35 Bände der „World Encyclopedia“ (世界大百科事典, Sekai daihayakka jiten) abgeschlossen werden. 1993 Start der „Heibonsha Library“ (平凡社ライブラリー) und 1994-Start der „Corona Books“ (コロナ・ブックス). Ab 2011 erscheint die Zeitschrift „Kokoro“ (こころ). 2012 erfolgte der Umzug innerhalb Tokios nach Kanda-Jimbochō. 2014 konnte das 100-jährige Jubiläum des Verlags gefeiert werden.
Der amerikanische Verlag Weatherhill bringt eine Reihe von Büchern von Heibonsha in englischer Übersetzung heraus.